# Gutleutviertel
Gutleutviertel, Frankfurt-Gutleutviertel – 10. dzielnica (Stadtteil) miasta Frankfurt nad Menem, w Niemczech, w kraju związkowym Hesja. Należy do okręgu administracyjnego Innenstadt I.